# 陳承
陳承（越南语：／；1184年—1234年2月17日）是越南陳朝開國皇帝陳太宗陳煚的父亲，陈李之子。
越南李朝治平龙应四年（1208年），范猷作乱，李高宗与太子李旵离京出逃。李旵娶了陈李之女为妃。从此，陈氏便晋身为外戚之家。
陳承之弟陈嗣庆在1213年起兵，反对惠宗李旵的母亲谭太后，任太尉辅政。建嘉十三年（1223年）陈嗣庆死后，陈承任辅国太尉。陈承从弟陈守度任殿前指挥使。陈承次子陈煚入侍李昭皇。天彰有道二年十二月十二日（1226年1月11日），八岁的李昭皇禅位给八岁的陈煚。陈煚登基，建立陳朝，拜陈守度为“国尚父”，掌理国政，陈承则为上皇，陈承、陈守度一直握有实权。
天應政平三年正月十八（1234年2月17日），上皇陈承去世，陈守度独揽大权。同年八月二十八日（1234年9月22日），陳太宗上陈承庙号徽宗，諡號開運立極弘仁應道純真至德神武聖文垂裕至孝皇帝，葬龍興府壽陵。天應政平十七年正月（1248年），庙号改為太祖，陵號改為徽陵。

## 家族
- 父：陈李

- 妻：國聖皇太后黎氏
- 兄弟：陈嗣庆
- 姐妹：灵慈国母陈氏
- 子：
  - 安生王陈柳
  - 陳太宗陳煚
  - 欽天王陳日晈
  - 懷德王陳婆列
- 女：
  - 瑞婆公主
  - 天城公主